# Alexandre Ballet
Pour les articles homonymes, voir Ballet (homonymie).
Alexandre Ballet, né le 18 octobre 1995 à Neuchâtel, est un coureur cycliste suisse, membre de l'équipe Tokyo Ventos.

## Biographie
En 2015, Alexandre Ballet évolue au sein de l'équipe suisse élite Hörmann. Avec celle-ci, il participe à de nombreuses épreuves du calendrier français. Il se classe notamment troisième du Trophée Crédit Mutuel Batzendorf et septième de la Classique Champagne-Ardenne. Il se distingue également en prenant la dixième place du Tour de Nouvelle-Calédonie, après en avoir porté durant un temps le maillot de leader,. Demandant conseil à Hugo Hofstetter, alors membre du CC Étupes, il prend contact avec le directeur sportif du club français Jérôme Gannat, qui lui accorde une place au sein de son effectif pour la saison suivante.
Sous ses nouvelles couleurs en 2016, il devient champion romand sur route et s'adjuge plusieurs épreuves nationales suisses. Il n'obtient cependant que peu de résultats sur le circuit français, son meilleur classement en métropole étant seulement une sixième place sur le Prix de Saugeais. Il boucle sa saison pour la seconde année consécutive sur le Tour de Nouvelle-Calédonie, au sein d'une équipe montée pour l'occasion où il assiste son coéquipier Quentin Bernier, maillot jaune durant plusieurs jours.
Il décide en 2017 de retourner en Suisse, en intégrant la nouvelle équipe Exploit-Goomah Bikes. Avec sa nouvelle équipe, il termine au mois de mai dix-septième de la Flèche du Sud, épreuve inscrite au calendrier de l'UCI Europe Tour. Il réalise de bonnes performances durant l'été sur le Tour de Tarentaise, en se classant sixième de la difficile dernière étape et cinquième du classement général. Il participe ensuite au Tour de Colombie, au sein d'une sélection nationale suisse. Moins d'une semaine après la fin de la compétition, il se confie à la presse de son canton « sur les agissements d'un certain coureur, qu'il a surnommé "le pharmacien". Ce dernier distribuait des pastilles dans le peloton. » L'article suscite des commentaires en Colombie et la réprobation du président de la fédération colombienne de cyclisme Jorge González, qui voit, dans le témoignage de Ballet, une nouvelle tentative d'entacher l'image de la Colombie. Pour la fin d'année, il est stagiaire au sein de la formation allemande 0711/Cycling. Avec celle-ci, il se montre à son avantage en terminant 19e du Tour d'Almaty et 28e du Tour d'Iran - Azerbaïdjan.
Pour la saison 2018, il donne son accord pour rejoindre l'équipe élite japonaise Tokyo Ventos, où il doit également occuper un rôle d'entraîneur dans l'équipe de développement.

## Palmarès
- 2013
  - 2e du Prix des Vins Henri Valloton juniors
- 2014
  - Champion romand sur route
- 2015
  - 1re étape du Tour de Nouvelle-Calédonie (contre-la-montre par équipes)
- 2016
  - Champion romand sur route
  - Sierre-Loye
  - 1rea étape du Tour de Nouvelle-Calédonie (contre-la-montre par équipes)

## Classements mondiaux
| Année         | 2017 |
| ------------- | ---- |
| UCI Asia Tour | 601e |